# Renato Micallef
Renato Micallef (19 de novembro de 1951 - ) de nome verdadeiro: Nazzareno Alessandro Micallef  é um cantor pop maltês . Renato tem tido sucesso na música maltesa desde os 12 anos. Fez várias tournés pelos  Estados Unidos da América, Austrália e  Reino Unido , onde o seu website reclama que ele terá vencido um prémio para o Cantor do Ano em 1980.
Em 1975, Renato representou  Malta  no  Festival Eurovisão da Canção 1975, terminando em 12.º lugar com o tema Singing this song. Em 1990, participou no Cavan International Song Festival, onde voltou representar Malta, onde cantou a canção Our Little World of Yesterday, e obteve a vitória.
Participou em vários problemas da rádio e televisão maltesas, como o popular Separju na  "Super One Radio" e também trabalhou com cantores famosos como Shirley Bassey. Publicou discos como Ave Maria and Lovin' You.